# Alain Glavieux
Alain Glavieux (ur. 1949, zm. 25 września 2004) – francuski informatyk, profesor inżynierii elektrycznej w École Nationale Supérieure des Télécommunications de Bretagne.
Wspólnie z Claude'em Berrou i Punya Thitimajshima opracował przełomowy schemat kodowania turbo code. W 2003 Glavieux otrzymał od IEEE Medal Hamminga.